# Абдуллаев, Мухторджон Турдиалиевич
Шейх Мухторджо́н Абдулла́ев (Абдулла́х) (узб. Shayx Muxtorjon Abdullayev (Abdulloh); 30 декабря 1928 года, Коканд, СССР — 25 мая 2002 года Бухара, Узбекистан), имел нисбу Буха́ри (узб. Buxoriy) — советский и узбекистанский религиозный, научный и общественный деятель. В 1993-1997 годах верховный муфтий Узбекистана и глава Управления мусульман Узбекистана. Многолетний директор медресе Мири Араб в Бухаре.

## Биография

### Происхождение и ранние годы
Родился в 1928 году в квартале Азрыктепа города Коканда. Его отец — Турдыали-кары являлся знаменитым богословом, получившим образование в одном из кокандских медресе у видных исламских учителей, а также сыном шейх-уль-ислама Абдуллохджона-домулло, который получил этот титул во время правления Худаяр-хана. Семья Турдыали-кары приняла настороженно установление советской власти в своих краях, и впоследствии стала одной из первых жертв первой волны репрессий 1920-х годов, результатом которой стала смерть матери Мухторджона Абдуллаева, обыски, аресты и допросы у их семьи. Из-за непрекращающихся гонений против верующих мусульман и противников советской власти в Ферганской долине (исторически отличающаяся крайним исламским консерватизмом и традиционализмом) со стороны НКВД СССР, Турдыали-кары вместе с детьми сначала пытался бежать в соседнюю Китайскую республику, в Кашгар, но по дороге был остановлен советскими пограничниками и возвращен назад, чудом обойдя арест за такой поступок, но после этого, гонения против него приобрели ещё более активный характер, и энкавэдэшники грозились его арестовать и расстрелять за антисоветскую деятельность. В 1935 году Турдыали-кары вместе с детьми по приглашению знакомых богословов тайком бежал в более спокойный Самарканд, где репрессии не принимали таких масштабов. Был объявлен в розыск. В Самарканде семья жила два года, пока в один из дней, когда один из людей умер в махалле, где жила семья Турдыали-кары, он как имам решился провести вместе с родными умершего и жителей махалли джаназу-намаз, что тогда было под жестким запретом. Донос о проведении такого мероприятия и о скрывающемся богослове был уже у НКВД, и Турдыали-кары был сразу арестован. После ареста, один из самаркандских энкавэдэшников, работавшим какое-то время в Коканде, узнаёт Турдыали-кары и тайно отпускает его из ареста в знак уважения его деятельности и уничтожает его дело. После этого он семьей (в том числе с Мухторджоном Абдуллаевым) бежит в Бухару, надеясь далее перебраться в Туркменскую ССР, а оттуда бежать в Шахство Афганистан или Шаханшахское Государство Иран. К тому моменту южные границы СССР уже почти тщательно охранялись советскими пограничниками, и Турдыали-кары окончательно передумает о бегстве из страны и остаётся в Бухаре, устроившись простым рабочим на завод мыловарения, и старается не выделяться своей деятельностью.
Мухторджон Абдуллаев окончил среднюю школу №6 города Бухары, параллельно получив исламское образование у собственного отца и у других подпольных исламских учителей. Живя в Бухаре, начал владеть персидским языком. В 1950-е годы он 4 года обучался в медресе Мири Араб, в ставшей для него родной Бухаре, а далее, как особо выделившийся талантом ученик, 5 лет учился в медресе Баракхана в Ташкенте, у самого Шейха Зияуддин-хана ибн Ишан Бабахана и других видных в то время богословов.

### Деятельность
После завершения учёбы остался в Ташкенте, устроившись в Духовное управление мусульман Средней Азии и Казахстана. Чуть позже он был назначен директором в медресе Мири Араб в Бухаре, и отправился обратно в Бухару. Позднее Духовное управление мусульман Средней Азии и Казахстана после разрешения советских властей решило отправить наиболее талантливых и перспективных молодых улемов на учёбу заграницу за счёт пожертвований прихожан. Мухторджон Абдуллаев был направлен на 3-х летнюю учёбу в шариатский факультет Университета Дамаска в Сирии. В Сирии дополнительно усовершенствовал свой арабский язык. После возвращения из Сирии, продолжил работать директором и параллельно преподавателем в медресе Мири Араб. Очевидцы отмечают, что в период директорства Мухторджона Абдуллаева, медресе Мир-Араб стал еще более престижным, введя нововведения и улучшения в своей деятельности. Первым возобновил в немногочисленных действовавших тогда мечетях Бухары запрещённый с момента установления советской власти таравих-намазы и коллективные ифтары во время постного месяца Рамазан. Помимо официальной деятельности в медресе Мири Араб, давал подпольные дополнительные уроки у себя дома широкому кругу молодёжи, одновременно покровительствуя подпольным учителям и богословам
.
Вплоть до 1991 года шейх Мухторджон Абдуллаев бессменно руководил медресе Мири Араб, став весьма влиятельным и знаменитым богословом в СССР, знатоком шариата, фикха, тафсир, калама, хадисов, арабского и персидского языков, поддерживал суфийский тарикат Накшбандия, являясь приверженцем ханафитского мазхаба суннитского ислама. В 1991-1993 годах был имам-хатибом в джума-мечети комплекса Бахауддина Накшбанди в Бухаре. Будучи одним из руководителей комплекса, внёс большую лепту в возрождении тариката Накшбандия, организовав 1993 году в Бухаре и Ташкенте международные конференции и 675-летний юбилей Бахауддина Накшбанди
.
После вынужденной отставки (из-за давления властей) с поста главы Управления мусульман Мавераннахра (Узбекистана) и верховного муфтия Узбекистана своего ученика — Шейха Мухаммеда Садыка Мухаммеда Юсуфа, был избран главой Управления мусульман Мавераннахра (Узбекистана) и стал вторым в истории независимого Узбекистана верховным муфтием Узбекистана. Возглавлял управление и являлся верховным муфтием до 1997 года. В период верховного муфтийства неоднократно посещал Россию, где на руководящих должностях были его ученики, помогая организации управления мусульман в России, а также на Украине (а конкретнее в Крыму). Из-за усиливающегося давления властей Узбекистана во главе с президентом Исламом Каримовым на ислам и религию и гонений на верующих, в знак протеста ушёл из этих постов по собственному желанию, начиная думать об эмиграции в Египет или Саудовскую Аравию, но власти убедили его не покинуть страну и дали гарантии безопасности. После этого вернулся из Ташкента в джума-мечеть комплекса Бахауддина Накшбанди в Бухаре, и проработал там имам-хатибом вплоть до своей смерти. Шейх Мухторджон Абдуллаев скончался 25 мая 2002 года, в 74-летнем возрасте. Похоронен в бухарском кладбище Хазрати Имам. Несмотря на то, что широко известный в бывшем СССР знаток ислама и бывший верховный муфтий Узбекистана работал простым имам-хатибом в не самой главной джума-мечети Бухары, сохранял авторитет как у своих учеников, так и действующих богословов со всего бывшего СССР и светских властей Бухары
.
Мухторджон Абдуллаев интересовался и увлекался изучением языков, был полиглотом. Кроме родного узбекского языка, в совершенстве владел арабским, персидским, таджикским, русским, а также азербайджанским, крымскотатарским, татарским, башкирским, туркменским (эти пять языков он учил через своих учеников из соответствующих национальностей) и частично немецким и английским
.
Его знаменитыми учениками являются Мухаммед Садык Мухаммед Юсуф Усманхан Алимов Равиль Гайнуддин Талгат Таджуддин Аббас хазрат Бибарсов Махмуд хазрат Велитов Абдулазиз Мансур Аллахшукюр Пашазаде Умар хазрат Идрисов Ахмат Кадыров Азизходжа Иноятов Джобирджон Элов и другие.

## История с президентом Египта Хосни Мубараком
Известна история 1994 года. В качестве верховного муфтия Узбекистана и главы управления мусульман, Шейх Мухторджон Абдуллаев был в составе официальной делегации Узбекистана в Арабскую Республику Египет, в Каир, к президенту Хосни Мубараку. После торжественного ужина в честь делегации из Узбекистана во дворце Хосни Мубарака, когда все участники пошли по своим делам, шейх Мухторджон Абдуллаев прогуливался по двору дворца с некоторыми членами узбекистанской делегации и египетских официальных лиц. По словам самого Мухторджона Абдуллаева, в этот момент к двору подъехал автомобиль, в котором сидел президент Хосни Мубарак. Он вышел из автомобиля и предложил ему сесть в этот автомобиль. По его воспоминаниям, президент Египта сказал ему следующие слова: «Уважаемый шейх, успокойтесь и не смущайтесь, вы мой дорогой гость. Сейчас мы едем ко мне домой, познакомимся с моей семьёй, ведь я привожу в свой дом видного сына священной Бухары. Когда я учился недалеко от вашей страны (имеется ввиду Фрунзенское высшее военное командное училище в современном Бишкеке, в Кыргызстане) бывал в Андижане, Ташкенте, Бухаре, Самарканде, и крайне уважаю вашу страну, которая внесла достойную долю в развитие нашей с вами религии. Знаю, что многие великие улемы вышли из ваших краёв». По его воспоминаниям, египетский президент с трепетом и добротой вспоминал о пребывании в Узбекистане в молодости, и разговор с ним длился много часов, вследствие чего он остался с ночевкой дома у египетского президента, в отличие от других членов делегации Узбекистана, которые жили в выделенных им резиденциях и гостиницах. Далее египетский президент продолжил: «Уважаемый господин муфтий, у меня есть к вам большая просьба и предложение. Даст Аллах я совместно с вашим президентом в кратчайшие сроки в священной Бухаре хочу открыть Международный исламский университет, которого я бы назвал именем великого Имама Аль-Бухари. Это было бы от меня и великого египетского народа подарком дорогому и уважаемому мной народу Узбекистана и священному городу Бухаре, а также самое главное, великому Аль-Бухари, в знак бесконечной благодарности его бесценного вклада в нашу с вами религию. Это дало был право Узбекистану стать вновь одним из центров исламской цивилизации. Я хочу, чтобы в этом университете учились 10-15 тысяч, или даже еще больше молодёжи не только из Узбекистана, но и со всего исламского мира. Вокруг этого университета естественным образом возник бы крупный исламский исследовательский центр, который со временем по своему престижу не уступал бы нашему Университету Аль-Азхар. Как Вы видите, сейчас в исламском мире нет достойных соперников нашему Аль-Азхару. Из-за этого положения, учёные и преподаватели, студенты Аль-Азхара возгордились, считая свою обитель лучшим в исламском мире. Мне их такая вредная гордость не нравится. Ведь правда, сейчас нет исламских учебных заведений, которые были бы престижнее нашей. Поэтому я очень хочу, чтобы достойный соперник в хорошем смысле этого слова появился у Аль-Азхара, и подобное заведение должно быть именно в горячо любимой мною священной Бухаре. У вашей страны гигантский потенциал для всего этого». Следующим утром при прощании, Хосни Мубарак сказал: Я вас очень прошу, о нашем разговоре расскажите своему президенту. Это для меня очень важно. Я готов лично со своего счёта выделить безвозмездно 45 миллионов долларов, еще постараюсь включить в это дело своё государство и моих соратников из соседних стран». По словам Мухторджона Абдуллаева, при прощании, он благословил и поблагодарил президента Хосни Мубарака и его домашних, заверив в своём активном участии в создании подобного учебного заведения.
Информация о том, что верховный муфтий Узбекистана был в гостях дома у президента Хосни Мубарака с ночёвкой вызвал резкое недовольство у президента Ислама Каримова, о чём стало известно Мухторджону Абдуллаеву лишь через некоторое время. После возвращения в Узбекистан, шейх Мухторджон Абдуллаев попросил приёма у президента Ислама Каримова. Когда он прибыл в резиденцию президента, Ислам Каримов прогуливался по саду своей резиденции. По словам Мухторджона Абдуллаева: «Увидев президента, я уверенными шагами направился к нему и тепло поздоровался. Каримов отвечал холодно и короткими ответами. Я сильно удивился, и подумал что у него просто плохое настроение. Далее рассказал абсолютно всё, о чём у нас был разговор с президентом Египта во время нашего визита, в том числе о выделении не менее 45 миллионов долларов и участии многих стран. Заверил, что это было бы настящим историческим событием в истории нашей страны, и радовал бы ушедших наших великих предков. Услышав мои слова, президент како-то время молчал, делая вдумчивое лицо. Я подумал по своей наивности, что он обрадовался от такой вести и не может как отвечать. К величайшему сожалению я ошибся. После этого у него моментально поменялись выражения лица, выражая гнев. Я никогда не видел его лицо таким страшно злым. Он накричал на меня и громко и грубо сказал: «Смотри на меня муфтий, и хорошенько слушай. Закрывай свой рот, и никому никогда не говори это предложение Мубарака и вообще эту идею. Тогда спасешь свою жизнь. А теперь убирайся отсюда», и гневно ушел в здание резиденции. Эти слова он сказал мне, ладно верховному муфтию, а пожилому старцу. После этого во мне поселился такой страх и ужас, которые до этого я никогда не чувствовал. Это было и горьким разочарованием. Расхотелось и одновременно противно быть верховным муфтием в таком положении страны. Ещё жалко то, что любовь к нашей стране главы одного из самых влиятельных исламских государств не используется в пользу нашей же страны».